# Meioneta oculata
Meioneta oculata là một loài nhện trong họ Linyphiidae.
Loài này thuộc chi Meioneta. Meioneta oculata được Alfred Frank Millidge miêu tả năm 1991.